# Colomba Antonietti
Colomba Antonietti (Bastia Umbra, 19 ottobre 1826 – Roma, 13 giugno 1849) è stata una patriota italiana.

## Biografia

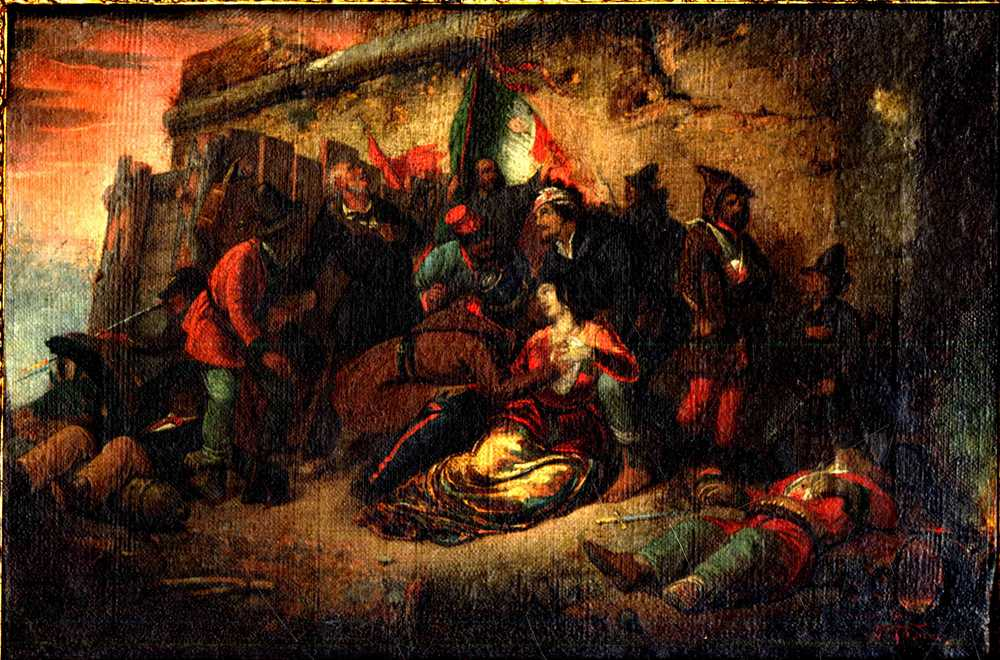
Gerolamo Induno: Morte di Colomba Antonietti moglie del tenente Porzi. Porta San Pancrazio

Colomba Antonietti, nata a Bastia Umbra, figlia del fornaio Michele e di Diana Trabalza, giovanissima si trasferì con la famiglia a Foligno.
A Foligno, appena quindicenne conobbe il conte Luigi Porzi, in servizio come cadetto nelle truppe pontificie, con cui condivideva il cortile di casa. I due si parlavano dalle finestre delle rispettive stanze, e si incontrarono più volte scambiandosi una promessa di matrimonio, come rivelerà Porzi molti anni dopo. Tuttavia, il diverso ceto cui le due famiglie appartenevano – ricca e nobile quella di Luigi, originaria di Imola, borghese quella di Colomba – determinava l'ostilità, verso questa unione, tanto dei Porzi che degli Antonietti. Dopo che i giovani furono sorpresi a parlare tra loro dalle finestre, scoppiò uno scandalo in seguito al quale il giovane fu trasferito a Senigallia. Tuttavia, il provvedimento non riuscì ad impedire le nozze.
Nella Chiesa della Misericordia di Foligno, all'una di notte del 13 dicembre 1846 Colomba sposò Luigi Porzi. Alla celebrazione erano assenti quasi tutti i parenti degli sposi (con l'unica eccezione del fratello di lei, Feliciano).
I novelli sposi partirono subito alla volta di Bologna, città in cui abitava la madre di Porzi, ma vi rimasero solo due mesi, prima di trasferirsi a Roma, dov'era di stanza il battaglione di Luigi, promosso tenente. Giunto a Roma, il militare fu arrestato per avere contratto matrimonio senza la necessaria autorizzazione e rinchiuso a Castel Sant'Angelo con lo stipendio dimezzato. L'intervento di un suo zio, prelato, permise di revocare quest'ultima misura, ma Porzi dovette scontare ugualmente la reclusione, alleviata dalle quotidiane visite della moglie.
Nel 1849 il marito aderì alla Repubblica Romana. Colomba, romantica figura, per combattere al suo fianco si tagliò i capelli e si vestì da uomo indossando l'uniforme da bersagliere.
Inizialmente partecipò alla Battaglia di Velletri (18 - 19 maggio 1849) e di Palestrina, contro le truppe borboniche, dimostrando intelligenza, coraggio e valore, tanto da meritarsi l'elogio di Giuseppe Garibaldi.
Tornata a Roma, si impegnò nel soccorso dei feriti pur continuando a combattere; nell'assedio di Porta San Pancrazio morì sotto il fuoco dell'artiglieria francese, in difesa della Repubblica Romana. Colpita in pieno da una palla di cannone il 13 giugno, spirò pochi istanti dopo tra le braccia del marito; la tradizione vuole che morendo avesse mormorato: “Viva l'Italia”.
Della sua tragica fine scrive Giuseppe Garibaldi nelle sue Memorie:
La sera successiva Luciano Manara e lo svedese Hofstetter, giunti in città per la cena, si imbatterono nel convoglio funebre:
Fu sepolta dapprima nella Chiesa di San Carlo ai Catinari, dove era cappellano don Ugo Bassi; nel 1941 le sue spoglie furono traslate presso il Mausoleo Ossario Garibaldino sul Gianicolo, che accoglie i caduti nelle battaglie per Roma Capitale e per l'Unità d'Italia (1849 – 1870). Della sua figura tracciarono ammirati ritratti molte personalità del Risorgimento, tra le quali Domenico Guerrazzi, Felice Orsini e Giuseppe Garibaldi che di lei scrisse: «mi fece ricordare la mia povera Anita, la quale essa pure era sì tranquilla in mezzo al fuoco».
Il marito fuggì in Sudamerica. Visse inizialmente in Brasile, poi in Uruguay e in Argentina, prima di fare ritorno nuovamente in Uruguay, dove morì, nel 1900, a Canas de Montevideo. Nel mezzo secolo trascorso lontano dall'Italia non si risposò.
Due mesi dopo la morte nei combattimenti romani, Luigi Mercantini dedicò a Colomba Antonietti un'ode.

## Riconoscimenti
- A Bastia Umbra: monumento costruito nel 1964 in piazza Cavour, di fronte alla sede municipale. Sostituisce il precedente di Vincenzo Rosignoli, eretto nel 1910 in piazza Mazzini, di cui riutilizza in parte l'impianto decorativo; inoltre la scuola media cittadina è intitolata proprio all'eroina risorgimentale. Alla sua memoria è dedicata anche una via, presso la piazza principale della cittadina. L'Antonietti visse qui la sua infanzia, e la targa posta in quella che fu la sua abitazione, lo ricorda.
- A Roma: il suo busto è fra le Statue e monumenti dei patrioti sul Gianicolo, tra le quali è l'unica donna; le è stata intitolata una via nel 1911; l'Istituto tecnico per attività sociali "Colomba Antonietti" venne fondato e intitolato all'eroina umbra nel 1932.
- A Foligno: nel Palazzo del Municipio (Sala consiliare), il dipinto Colomba Antonietti muore per la difesa di Roma nel 1849 (1886-1887), affresco a tempera di Mariano Piervittori; le è stata intitolata una via nel 1865.
- A Medole: le è stata intitolata una via nel giugno 2012.
- A Cagliari: le è stata intitolata una via nella frazione di Pirri.
- A Perugia: le è stata intitolata una via.
- A Pomezia: in data 8 marzo 2025 le è stata intitolata una via.